# Debregeasia saeneb
Debregeasia saeneb là loài thực vật có hoa trong họ Tầm ma. Loài này được (Forssk.) Hepper & J.R.I.Wood mô tả khoa học đầu tiên năm 1983.